# آرمسترانگ سیدلی مونوگوس
آرمسترانگ سیدلی مونوگوس (به انگلیسی: Armstrong Siddeley Mongoose) یک موتور هواگرد ساختِ کارخانهٔ آرمسترانگ سیدلی در کشور بریتانیا است.